# Konwaliszki
Konwaliszki (biał. Канвелішкі; ros. Конвелишки) – agromiasteczko na Białorusi, w obwodzie grodzieńskim, w rejonie werenowskim, w sielsowiecie Konwaliszki.
Znajduje się tu rzymskokatolicka parafia Najświętszego Serca Pana Jezusa w Konwaliszkach.

## Historia
Wzmiankowane w drugiej połowie XVII wieku jako majątek Kołweliszki należący do Prażmowskich. W skład majątku wchodziły dwór, wieś Kołweliszki i miasteczko Smolińsk. Później przemianowane na Konwaliszki. W XVIII wieku własność Chrebtowiczów, od 1786 roku – Jankowskich, a od połowy XIX wieku – Umiastowskich. W wyniku III rozbioru Polski znalazły się w granicach Rosji.
W czasach zaborów miasteczko w gminie Dziewieniszki, w powiecie oszmiańskim, w guberni wileńskiej Imperium Rosyjskiego. Pod koniec XIX wieku liczyło 221 mieszkańców, należało do Umiastowskich.
Po I wojnie światowej Konwaliszki weszły w skład okręgu wileńskiego Zarządu Cywilnego Ziem Wschodnich. W latach 1920–1922 na terenie Litwy Środkowej. 
W latach 1922–1945 wieś leżała w Polsce, w województwie wileńskim, w powiecie oszmiańskim, w gminie Dziewieniszki.
W 1931 w 39 domach zamieszkiwało 180 osób.
Wierni należeli do miejscowej parafii rzymskokatolickiej. Miejscowość podlegała pod Sąd Grodzki w Holszanach i Okręgowy w Wilnie; mieścił się tu urząd pocztowy, który obsługiwał znaczną część gminy Dziewieniszki.
Przez cały ten okres, podobnie jak w czasach zaborów, Konwaliszki administracyjnie przynależały do powiatu oszmiańskiego i gminy Dziewieniszki. 
Od 1940 roku siedziba administracyjna sielsowietu.